# Hugo Kiese
Hugo Enrique Kiese Wisner (Tebicuary, Guairá, Paraguay, 18 de octubre en 1954) es un exfutbolista y exentrenador de fútbol paraguayo nacionalizado mexicano que se desempeñó como mediocampista y como delantero.

## Carrera
Kiese comenzó su carrera en el Club Olimpia, donde ganó la 1ª división paraguaya de 1975 y fue el máximo goleador de la liga ese mismo año. Fue transferido al Club América de México para la temporada 1975/1976, donde se convirtió en un jugador importante para el club, y llegó a ser campeón en la temporada 1975/1976. Ganó varios títulos, jugó un total de 105 partidos y marcó 19 goles. Luego se mudó a los Tecos de la UAG, en intercambio por el extremo izquierdo chileno Miguel Ángel Gamboa, y en ese equipo se convirtió en el máximo goleador de todos los tiempos, con 115 goles. También jugó un tiempo para los Zorros del Atlas, y posteriormente se retiró.

## Palmarés como jugador

### Campeonatos nacionales
| Título                       | Club         | País     | Año       |
| ---------------------------- | ------------ | -------- | --------- |
| Primera División de Paraguay | Club Olimpia | Paraguay | 1975      |
| Primera División de México   | Club América | México   | 1975/1976 |
| Campeón de Campeones         | Club América | México   | 1975/1976 |

### Copas internacionales
| Título                           | Club         | País       | Año  |
| -------------------------------- | ------------ | ---------- | ---- |
| Copa de Campeones de la Concacaf | Club América | Paramaribo | 1977 |
| Copa Interamericana              | Club América | México     | 1978 |